# Nikolaus F. Troje
Nikolaus Friedrich Troje (* 21. September 1960 in Freiburg im Breisgau) ist ein deutscher Biologe und Biopsychologe.

## Leben
Sein Philosophie-Studium an der Johann Wolfgang Goethe-Universität in Frankfurt am Main 1980–1981 brach Nikolaus Troje ab, um stattdessen die „Landwirtschaftliche Gehilfenprüfung“ an der Landwirtschaftskammer Rheinland-Pfalz abzulegen. 1984 nahm er den akademischen Weg wieder auf und studierte an der Albert-Ludwigs-Universität Freiburg Physik, Mathematik und Biologie. 1990 schloss er das Studium mit dem Grad „Diplom-Biologe“ ab. Mit einer Arbeit über das Farbensehen bei Insekten wurde er 1994 bei Klaus Vogt in Freiburg promoviert, unterstützt von der Studienstiftung des deutschen Volkes und der Landes-Graduiertenförderung.
Anschließend arbeitete er am Max-Planck-Institut für biologische Kybernetik und habilitierte sich 1998 für Tierphysiologie an der Eberhard-Karls-Universität Tübingen und 1999 für Biopsychologie an der Ruhr-Universität Bochum. Dort leitete er bis 2005 eine von der VolkswagenStiftung geförderte Nachwuchsgruppe. Seit 2003 lehrte er zugleich an der Queen’s University Kingston in Ontario, wo er zuvor bereits 1997–1999 mit Unterstützung der Alexander-von-Humboldt-Stiftung tätig gewesen war.
Seit 2006 ist er nun ausschließlich in Kanada tätig. Bis 2018 lehrte er Psychologie und Informatik an der Queen’s University, wo er bis 2013 auch den Canada Research Chair in Vision and Behavioural Sciences innehatte. 2018 nahm er dann einen Ruf an die York University in Toronto an, jetzt als Canada Research Chair for Reality Research, als Mitglied des Centre for Vision Research, und als Professor in den Departments Biology. Psychology und Electrical Engineering & Computer Science.

## Preise und Auszeichnungen
- Humboldt Research Award (2014)[6]
- NSERC Steacie Fellowship (2007)[7]
- Queen’s Chancelor Research Award (2006)
- Ontario Distinguished Researcher Award (2005)
- Research Excellence Award des kanadischen Premiers (2004)
- Feodor-Lynen-Forschungsstipendium (1997–1999)
- DAGM-Preis (1995)
- Hans-Spemann-Preis (1994)

## Schriften (Auswahl)
- Nikolaus F. Troje, Heinrich H. Bülthoff: Face recognition under varying poses: The role of texture and shape, Vision Research, Volume 36, Issue 12, 1996, Pages 1761-1771, https://doi.org/10.1016/0042-6989(95)00230-8.
- Nikolaus F. Troje: Decomposing biological motion: A framework for analysis and synthesis of human gait patterns. Journal of Vision 2002;2(5):2. https://doi.org/10.1167/2.5.2.
- Nikolaus F. Troje, Cord Westhoff: The Inversion Effect in Biological Motion Perception: Evidence for a “Life Detector”?, Current Biology, Volume 16, Issue 8, 2006, Pages 821-824, https://doi.org/10.1016/j.cub.2006.03.022.
- Troje, N. F., & Chang, D. H. F. (2023): Life Detection From Biological Motion. Current Directions in Psychological Science, 32(1), 26–32. https://doi.org/10.1177/09637214221128252.
- Troje NF: Zoom disrupts eye contact behaviour: problems and solutions. Trends Cogn Sci. 2023 May;27(5):417-419. doi:10.1016/j.tics.2023.02.004.